# Gisela Kleine
Gisela Kleine, geborene Pohlmann (* 1926) ist eine deutsche Germanistin, Kunsthistorikerin und Hesse-Biografin.

## Leben und Wirken
Gisela Pohlmann studierte Germanistik, Philosophie und Publizistik bei Benno von Wiese an der Westfälischen Wilhelms-Universität in Münster und promovierte 1951 mit der Dissertation Das Problem der Wirklichkeit bei Hermann Hesse. Korreferent war Joachim Ritter, dessen Collegium philosophicum sie angehörte. Im selben Jahr heiratete siehe den Diplom-Volkswirt Karl-Heinz Kleine (* 1921), der 1949 sein Studium an der Universität Münster abgeschlossen hatte, 1952 in Köln promoviert wurde und 1984 das Bundesverdienstkreuz erhielt. Mit ihm bekam sie zwei Kinder (Thilo und Nikola). Da ihre Doktorarbeit Hesse gefiel, wurde sie von ihm nach Montagnola eingeladen, lernte dort auch Ninon Hesse, die dritte Frau des Dichters, kennen und führte danach mit beiden einen Briefwechsel. Diese Begegnung zeigte rund zwei Jahrzehnte später literarische Folgen: Gisela Kleine schrieb über Hesses Leben mit Ninon eine Ehe- oder Paarbiographie, in der Lebens- und Werkgeschichte verflochten wurden. 
Als Chefredakteurin der Monatsschrift Der leitende Angestellte veröffentlichte Gisela Kleine zahlreiche Beiträge über die betriebs- und sozialgeschichtliche Herkunft dieser „dritten Gruppe“ zwischen Unternehmern und Arbeitnehmern. Fragen zur Stellung der leitenden Angestellten in der Betriebsverfassung wurden im zweibändigen Handbuch für leitende Angestellte der Verlagsgesellschaft „Recht und Wirtschaft“ mbH, Heidelberg 1962, geklärt, den Teil Soziologie (1. Band) verfasste  Gisela Kleine. 
Ihre Publikationen bildeten die Grundlage für medienwissenschaftliche Lehraufträge, an den Universitäten Dortmund, Bochum und der Fernuniversität Hagen, wobei das Thema „Frauen in Beruf und Gesellschaft“ einen weiteren Schwerpunkt für sie bildete.

## Zweitstudium
Familienpflichten bedingten eine berufliche Zäsur, die sie für ein Studium der Archäologie und Kunstgeschichte an der Universität Bochum nutzte. Ihre 1982 im Thorbecke Verlag erschienene  Ehebiographie über Ninon und Hermann Hesse, die Archäologin  und den Dichter, eröffnete ein neues literarisches Genre, es war die erste der Paar- oder Doppelbiographien.

## Preise und Auszeichnungen
- Für ihre  „Frauenforschung“, Grundlage der von ihr verfassten Biografien, erhielt sie 1990 den Förderpreis für Frauenforschung und Frauenkultur der Stadt München.

## Werk
- Unter dem Aspekt „Leben als Dialog“ zielte Kleine auf eine Vervollständigung des konventionellen Hesse-Bildes als eines Eremiten und gemeinschaftsfeindlichen Einzelgängers. Veranlasst durch ihre eigenen Eindrücke vom Ehepaar Hesse in Montagnola, sammelte sie Ninons Nachlass, ihre Briefwechsel mit Freunden, Familiendokumente, Tagebücher, Photos, Feuilletons, Gedichte, Reiseberichte und archäologische Arbeiten und gewann daraus eine neue Perspektive auf den Dichter, der für sein Werk zwar einen meditativen Freiraum  brauchte, aber auf Bindung und Zuwendung nicht verzichten konnte. Die spannungsreiche Gemeinschaft mit der einfühlsamen und dennoch eigenständigen Ninon Hesse führte Hesse aus der steppenwölfischen Zerrissenheit der Krisisjahre zur Ausgewogenheit seines Spätwerks; über 35 Jahre lebten sie miteinander, bis zu seinem Tod im Jahre 1962. Die bis dahin unveröffentlichten Briefe Ninons an Hermann Hesse bestätigen Einklang und Eigenwillen, Nähe und Distanz. Gisela Kleine gab sie unter dem Titel Lieber, lieber Vogel im Jahre 2000 im Suhrkamp Verlag heraus und bot damit eine intime, aber diskrete Innensicht der Hesse-Ehe, ein Zwiegespräch, das nie abbrach.
- „Gabriele Münter und Wassily Kandinsky – Biographie eines Paares“ – ist der Titel einer  Doppelbiographie, in der Gisela Kleine nachweist, dass sich erst im Gegenüber das Rätsel dieser schöpferisch entfesselnden Beziehung löst und sich beider Werk erschließt. Münter und Kandinsky steigerten sich wechselseitig zur Entfaltung einer malerischen Kraft, durch die sie wenige Jahre später im Münchner „Blauen Reiter“ die Kunstentwicklung des 20. Jahrhunderts bestimmten. Um dies authentisch  darzustellen, hat Kleine in vierjähriger Recherche die Schauplätze aus beider Lebensgeschichte von Moskau bis Odessa und New York bis Texas aufgesucht und auch erstmals den gesamten Nachlass ausgewertet, vor allem den aus 900 mehrseitigen Schreiben bestehenden Briefwechsel Münters mit Kandinsky.

## Publikationen (Auswahl)
- Zwischen Welt und Zaubergarten. Ninon und Hermann Hesse. Ein Leben im Dialog. Suhrkamp Taschenbuch
- Lieber, lieber Vogel. Briefe Ninon Hesses an Hermann Hesse. Suhrkamp Taschenbuch
- Gabriele Münter und Wassily Kandinsky. Biographie eines Paares. Insel Taschenbuch, ISBN 3458160906
- Gabriele Münter und die Kinderwelt. Insel Taschenbuch
- Ninon und Hermann Hesse. Leben als Dialog. Verlag J. Thorbecke, Sigmaringen 1982, ISBN 3799520163
- Ninon und Hermann Hesse, Biographie eines Paares. Insel Verlag Berlin 2017, ISBN 978-3-458-36198-5